# Pastorendiek
Der Pastorendiek („Pastorenteich“) ist ein Naturschutzgebiet im niedersächsischen Landkreis Diepholz.

## Beschreibung
Das 11,6 Hektar große Naturschutzgebiet mit der Kennzeichen-Nummer NSG HA 001 befindet sich auf dem Gebiet der Gemeinde Sudwalde in der Samtgemeinde Schwaförden, etwa 2,5 Kilometer nördlich der Ortschaft Schwaförden. Das Schlatt, ein eiszeitliches oligotrophes Flachgewässer, das etwa 120 m lang und 60–80 m breit ist, wurde bereits 1926 unter Schutz gestellt. Durch die Unterschutzstellung werden insbesondere die Verlandungszonen mit Torfmoos-Schwingrasen gesichert. Das Gebiet ist Bestandteil des FFH-Gebiets 288, „Pastorendiek und Amphibiengewässer nördlich Schwaförden“.

## Geschichte
Mit Verordnung vom 2. Juni 1926 wurde das Gebiet „Pastorendiek“ zum Naturschutzgebiet erklärt. Zuständig ist der Landkreis Diepholz als untere Naturschutzbehörde.